# Царанешти (Алба)
Царанешти (рум. Țărănești) насеље је у Румунији у округу Алба у општини Бистра. Oпштина се налази на надморској висини од 887 m.

## Становништво
Према подацима из 2002. године у насељу је живело 76 становника, од којих су сви румунске националности.